# Grupo N.º 5 da RAF
O Grupo N.º 5 foi um grupo de bombardeiros da Real Força Aérea (RAF) durante a Primeira Guerra Mundial e na Segunda Guerra Mundial. No segundo conflito, foi liderado (entre fevereiro de 1943 e 1945) por Sir Ralph Cochrane, famoso pelo papel que desempenhou na Operação Chastise.